# 南宫 (东汉)
南宫是中国东汉时期的宫殿，位于汉魏洛阳故城南隅。

## 简介
南宫在西汉时期已经存在，汉献帝初平元年（公元190年）被焚毁。

## 建筑组成
南宫的平面接近长方形，四面筑围墙，宫城辟四门，宫内有多座建筑。其中最高大的是前殿，居全宫正中，其他建筑还有乐成殿、灵台殿、嘉德殿、和欢殿以及玉堂殿、宣室殿 ，云台等。南宫与北宫之间有“复道”相通，以备缓急。

### 宫城
南宫有宫城四面环绕，宫城四角筑有角楼。宫墙外设多座卫士所居的区庐。宫墙在东、南各开一门，北面辟二门。
- 南平城门
- 东苍龙门：门外立阙。
- 北玄武门：门外立阙。
- 北北门

### 前殿
前殿是高台建筑，位于南宫中央，是南宫的主体建筑。

### 乐成殿
乐成殿位于南宫中门后，是南宫的重要建筑。

### 云台
云台：收藏图书、术籍、珍玩、宝怪的高阁，建于周代。